# Frederic Henry Gravely
Frederic Henry Gravely (Wellingborough, Northamptonshire; 7 de diciembre de 1885 - 1965) fue un aracnólogo, entomólogo, botánico, zoólogo, arqueólogo, y horticultor británico, que llevó a cabo estudios pioneros y escribió extensamente sobre diversos temas durante su mandato en el Museo de la India, Calcuta y el Museo del Gobierno, Chennai, en Madras.

## Biografía
Aborigen de Wellingborough, Northamptonshire, de Arthur Frederic Gravely y Margaret Hutchinson, el mayor de cuatro. Estudió en la Universidad de Mánchester.

## Museo de la India, Calcuta
Al trabajar como Asistente del Superintendente en el Museo de la India, Calcuta, el Dr. Gravely realizó trabajos de clasificación pioneros sobre la familia Passalidae. Y unificó las monografías de los primeros observadores con las notas de Arrow y Zang para traer a los pasálidos orientales (1914), y la propia familia en general (1918), la clasificación que está en boga hoy en día con alteraciones menores.

## Museo del Gobierno, Madras
Se convirtió en superintendente del Museo del Gobierno de Madrás en 1920. Durante los siguientes dos décadas, emprendió la investigación de la fauna litoral de la isla Krusadai, Golfo de Mannar, revivió el Boletín del museo, y se embarcó en la preservación científica, estudio e interpretación de las colecciones del museo. Su trabajo en arácnidos y moluscos significativamente mejoró las colecciones del museo en los dos grupos zoológicos. También fue responsable de la ampliación de la colección de reserva, sobre todo de Invertebrados.
Contribuyó al desarrollo general del museo. Junto con el curador Dr. C. Sivaramamurti, aseguró en 1938 que las antigüedades y arte industrial recopilados por el Museo se organizó de manera efectiva, en una colección que existe aún hoy en día. El más importante de muchas contribuciones del Dr. Gravely al tema fue la monografía colaboró con TN Ramachandran (curador de Arqueología 1925-1935) sobre la base científica para identificar el período de las imágenes de metal. También donó una variedad de esculturas, tallas y bronces a otras instituciones, como el Museo Príncipe de Gales, el Lucknow y el Museo del Dr. Ananda Coomaraswami en Boston. El Dr. Gravely, y PV Mayuranathan mejoraron considerablemente el herbario y las colecciones botánicas de museo.
Fue pionero en la preservación de los bronces recogidos por el Museo. Inició el proceso de restauración electrolítica que ha ayudado a preservar no sólo los objetos de bronce, y también colecciones etnológicas, prehistóricos y numismática. También construyó un Laboratorio de Conservación química separado, el único de su tipo en el momento, en 1937.

## Otras contribuciones
Fue uno de los becarios de la Fundación del Instituto Nacional de Ciencias de la India, ahora el organismo científico ápice en el país, Academia Nacional de Ciencias de la India. También se desempeñó como secretario de La Sociedad Asiática en el período de 1915 a 1918. Su colección de insectos y arañas se encuentra en la Museo de la India, Calcuta. Sobre todo contiene insectos, arácnidos y miriápodos de cuevas de piedra caliza en Birmania (1911), y Passalidae orientales. Se casó con Laura Balling, y tuvieron una hija y un hijo.

## Publicaciones
- Hydroid Zoophytes (F. H. Gravely y S. J. Hickson), Natural History J. 1907
- Hydrozoa, Proc. and Trans. of the Liverpool Biological Soc. XXII, 1908
- Studies on Polychæt Larvæ. 31 p. 1909
- Notes on the habits and distribution of Limnocnida indica (F. H. Gravely y S. P. Agharkar), 1912
- Three genera of Papuan passalid Coleoptera, J. of the Zoological Museum Hamburg XXX, 1913
- Limestone caves of Burma and the Malay Peninsula (F. H. Gravely, N. Annandale, B. J. Coggin) Proc. of the Asiatic Society of Bengal IX, 1913
- Account of the oriental Passalidae (Coleoptera), Memoirs of the Indian Museum, III, 1914
- Notes on the habits of Indian insects, myriapods and arachnids, Records of the Indian Museum Calcutta II, 1915
- Notes on Indian mygalomorph Spiders, Records of the Indian Museum Calcutta II, 1915[2]
- Contribution to the revision of the Passalidae of the World, Memoirs of the Indian Museum VII, 1918
- A note on the marine invertebrate fauna of Chandipore, Orissa, 1919
- The spiders and scorpions of Barkuda Island, Records of the Indian Museum XXII, 1921
- Some Indian spiders of the subfamily Tetragnathinae, Records of the Indian Museum XXII, 1921
- Common Indian spiders, J. of Bombay Natural History Society XXVIII, 1922
- Some Indian spiders of the family Lycosidae, Records of the Indian Museum XXVI, 1924
- The Arachnida and Insecta sections (The littoral fauna of Krusadai Island), Bull. of Madras Gov. Museum, 1927
- Gramophone Records of the Languages and Dialects of the Madras Presidency: Text of Passages. Con Gov. Museum (Madras, India) ed. Superintendent, Gov. Press, 124 p. 1927
- Section on Orders Gymnoblastea and Calyptoblastea (The littoral fauna of Krusadai Island), Bull. of Madras Gov. Museum, 1927
- The Indian Species of the Genus Caralluma, Family : Asclepiadaceae, (F. H. Gravely y P. V. Mayuranathan) 28 p. 1931
- Some Indian spiders of the families Ctenidae, Sparassidae, Selenopidae and Clubionidae, Records of the Indian Museum XXXIII, 1931
- Catalogue of Hindu Metal Images in the Government Museum, Madras (F. H. Gravely y T. N. Ramachandran) 1932
- The Three Main Styles of Temple Architecture Recognised by Silpa Sastras (F. H. Gravely y T. N. Ramachandran) 1934
- An Outline of Indian Temple Architecture, 21 p. 1936
- An Introduction to South Indian Temple Architecture and Sculptures (F. H. Gravely y C. Sivaramamurti) 1939
- Illustrations of Indian Sculptures Mostly Southern (F. H. Gravely y C. Sivaramamurti) 1939
- Shells and Other Animal Remains Found on the Madras Beach, v. I, 1941
- Shells and Other Animal Remains Found on the Madras Beach, v. II, 158 p. 1942
- Guide to the Archaeological Galleries (F. H. Gravely y C. Sivaramamurti) 1947
- The Gopuras of Thiruvannamalai, 1959
- Notes on Hindu Images (F. H. Gravely y C. Sivaramamurti), 1977
- A Contribution Towards the Revision of the Passalidae of the World... Ed. HardPress, 166 p. ISBN 1314659146, ISBN 9781314659146 2013